# Первый дивизион чемпионата мира по хоккею с шайбой
Первый дивизион чемпионата мира по хоккею с шайбой — ежегодное спортивное соревнование по хоккею с шайбой, проводимых под эгидой ИИХФ. Является вторым эшелоном чемпионатов мира по хоккею с шайбой.

## История
В 1951 году была создана группа B, победитель которой выходил в группу A. Это было связано с существенной разницей уровней команд, представленных на чемпионате мира. Первый турнир состоялся в рамках чемпионата мира 1951 года.
На протяжении десяти лет соревнования проводились не регулярно, в зависимости от количества заявившихся команд. Изменения вступили в силу в 1961 году, когда был создан рейтинг команд и начали ежегодно играть в три группы — A, B, C (с 1987 года была добавлена группа D) с прямым выходом и вылетом из группы. Исключением стали турниры 1962 и 1965 годов, когда играли только две группы. С 1967 года игры всех чемпионатов проводились одновременно. С 1969 года отдельно проводились соревнования в группе B и C, а с 1973 года турнир в каждой группе проводился отдельно. До 2000 года все группы рассматривались в рамках чемпионата мира по хоккею с шайбой.
В 2001 году был образован первый дивизион, в который вошли команды из группы B и лучшие команды группы C. С 2001 по 2011 год в турнире участвовали двенадцать команд, поделённые на две группы. Победители групп выходили в ТОП-дивизион, а команды, занявшие последнее место, переходили во второй дивизион.
Начиная с 2012 года две группы стали многоуровневыми, а не параллельными. По итогам турниров в группе А: команды, занявшие первое и второе места, получают право играть в ТОП-дивизионе, а команда, занявшая последнее место, переходит в группу B первого дивизиона. По итогам турниров в группе B: команда, занявшая первое место, выходит в группу А, а команда, занявшая последнее место, переходит во второй дивизион чемпионата мира.

## Результаты первого дивизиона

### 1951−2000 (Группа B)
| Год  | Победитель     |
| ---- | -------------- |
| 1951 | Италия         |
| 1952 | Великобритания |
| 1953 | Италия         |
| 1955 | Италия         |
| 1956 | ГДР            |
| 1961 | Норвегия       |
| 1962 | Япония         |
| 1963 | Норвегия       |
| 1964 | Польша         |
| 1965 | Польша         |
| 1966 | ФРГ            |
| 1967 | Польша         |
| 1968 | Югославия      |
| 1969 | ГДР            |

| Год  | Победитель |
| ---- | ---------- |
| 1970 | США        |
| 1971 | Швейцария  |
| 1972 | Польша     |
| 1973 | ГДР        |
| 1974 | США        |
| 1975 | ГДР        |
| 1976 | Румыния    |
| 1977 | ГДР        |
| 1978 | Польша     |
| 1979 | Нидерланды |
| 1981 | Италия     |
| 1982 | ГДР        |
| 1983 | США        |
| 1985 | Польша     |

| Год  | Победитель     |
| ---- | -------------- |
| 1986 | Швейцария      |
| 1987 | Польша         |
| 1989 | Норвегия       |
| 1990 | Швейцария      |
| 1991 | Италия         |
| 1992 | Австрия        |
| 1993 | Великобритания |
| 1994 | Швейцария      |
| 1995 | Словакия       |
| 1996 | Латвия         |
| 1997 | Беларусь       |
| 1998 | Украина        |
| 1999 | Дания          |
| 2000 | Германия       |

### 2001−2011
| Год  | Вышли в ТОП-дивизион | Вышли в ТОП-дивизион | Перешли во второй дивизион | Перешли во второй дивизион |
| ---- | -------------------- | -------------------- | -------------------------- | -------------------------- |
| 2001 | Польша               | Словения             | Литва                      | Эстония                    |
| 2002 | Беларусь             | Дания                | Республика Корея           | Китай                      |
| 2003 | Казахстан            | Франция              | Литва                      | Хорватия                   |
| 2004 | Беларусь             | Словения             | Бельгия                    | Республика Корея           |
| 2005 | Норвегия             | Италия               | Китай                      | Румыния                    |
| 2006 | Германия             | Австрия              | Израиль                    | Хорватия                   |
| 2007 | Франция              | Словения             | Китай                      | Румыния                    |
| 2008 | Венгрия              | Австрия              | Эстония                    | Республика Корея           |
| 2009 | Италия               | Казахстан            | Румыния                    | Австралия                  |
| 2010 | Австрия              | Словения             | Сербия                     | Хорватия                   |
| 2011 | Италия               | Казахстан            | Испания                    | Эстония                    |

### С 2012 года
| Год  | Вышли в ТОП-дивизион                                                  | Вышли в ТОП-дивизион                                                  | Вылетели из ТОП-дивизиона                                             | Вылетели из ТОП-дивизиона                                             | Вышли в группу А                                                      | Перешли в группу В                                                    | Вылетели во второй дивизион                                           | Вышли в первый дивизион                                               |
| ---- | --------------------------------------------------------------------- | --------------------------------------------------------------------- | --------------------------------------------------------------------- | --------------------------------------------------------------------- | --------------------------------------------------------------------- | --------------------------------------------------------------------- | --------------------------------------------------------------------- | --------------------------------------------------------------------- |
| 2012 | Словения                                                              | Австрия                                                               | Италия                                                                | Казахстан                                                             | Республика Корея                                                      | Украина                                                               | Австралия                                                             | Эстония                                                               |
| 2013 | Казахстан                                                             | Италия                                                                | Словения                                                              | Австрия                                                               | Украина                                                               | Великобритания                                                        | Эстония                                                               | Хорватия                                                              |
| 2014 | Словения                                                              | Австрия                                                               | Казахстан                                                             | Италия                                                                | Польша                                                                | Республика Корея                                                      | Румыния                                                               | Эстония                                                               |
| 2015 | Казахстан                                                             | Венгрия                                                               | Словения                                                              | Австрия                                                               | Республика Корея                                                      | Украина                                                               | Нидерланды                                                            | Румыния                                                               |
| 2016 | Словения                                                              | Италия                                                                | Венгрия                                                               | Казахстан                                                             | Украина                                                               | Япония                                                                | Румыния                                                               | Нидерланды                                                            |
| 2017 | Австрия                                                               | Республика Корея                                                      | Словения                                                              | Италия                                                                | Великобритания                                                        | Украина                                                               | Нидерланды                                                            | Румыния                                                               |
| 2018 | Великобритания                                                        | Италия                                                                | Беларусь                                                              | Республика Корея                                                      | Литва                                                                 | Польша                                                                | Хорватия                                                              | Нидерланды                                                            |
| 2019 | Казахстан                                                             | Беларусь                                                              | Австрия                                                               | Франция                                                               | Румыния                                                               | Литва                                                                 | Нидерланды                                                            | Сербия                                                                |
| 2020 | Не проводился из-за распространения коронавирусной инфекции COVID-19. | Не проводился из-за распространения коронавирусной инфекции COVID-19. | Не проводился из-за распространения коронавирусной инфекции COVID-19. | Не проводился из-за распространения коронавирусной инфекции COVID-19. | Не проводился из-за распространения коронавирусной инфекции COVID-19. | Не проводился из-за распространения коронавирусной инфекции COVID-19. | Не проводился из-за распространения коронавирусной инфекции COVID-19. | Не проводился из-за распространения коронавирусной инфекции COVID-19. |
| 2021 | Не проводился из-за распространения коронавирусной инфекции COVID-19. | Не проводился из-за распространения коронавирусной инфекции COVID-19. | Не проводился из-за распространения коронавирусной инфекции COVID-19. | Не проводился из-за распространения коронавирусной инфекции COVID-19. | Не проводился из-за распространения коронавирусной инфекции COVID-19. | Не проводился из-за распространения коронавирусной инфекции COVID-19. | Не проводился из-за распространения коронавирусной инфекции COVID-19. | Не проводился из-за распространения коронавирусной инфекции COVID-19. |
| 2022 | Словения                                                              | Венгрия                                                               | Италия                                                                | Великобритания                                                        | Польша                                                                | ——                                                                    | ——                                                                    | Китай Нидерланды                                                      |
| 2023 | Великобритания                                                        | Польша                                                                | Венгрия                                                               | Словения                                                              | Япония                                                                | Литва                                                                 | Сербия                                                                | Испания                                                               |
| 2024 | Венгрия                                                               | Словения                                                              | Великобритания                                                        | Польша                                                                | Украина                                                               | Республика Корея                                                      | Нидерланды                                                            | Хорватия                                                              |
| 2025 | Великобритания                                                        | Италия                                                                | Казахстан                                                             | Франция                                                               | Литва                                                                 | Румыния                                                               | Хорватия                                                              | Нидерланды                                                            |